# Scout X-1

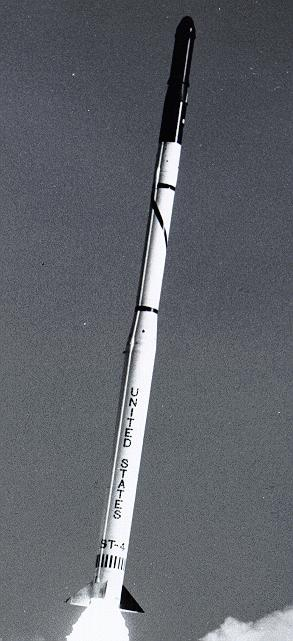
Um Scout X-1 logo após o lançamento.

O Scout X-1, foi, ao mesmo tempo, um foguete de sondagem e também um veículo de lançamento descartável.
Composto de quatro estágios, foi lançado cinco vezes entre dezembro de 1960 e dezembro de 1961.
O Scout X-1, era similar ao veículo de teste Scout X lançado em abril de 1960, no entanto, com um primeiro estágio melhorado, usando um motor Algol 1B no lugar do Algol 1A usado no Scout X.
Houve uma variante chamada Scout X-1A, com apenas um lançamento em 1 de março de 1962 para um voo suborbital.